# Boch Frères Keramis

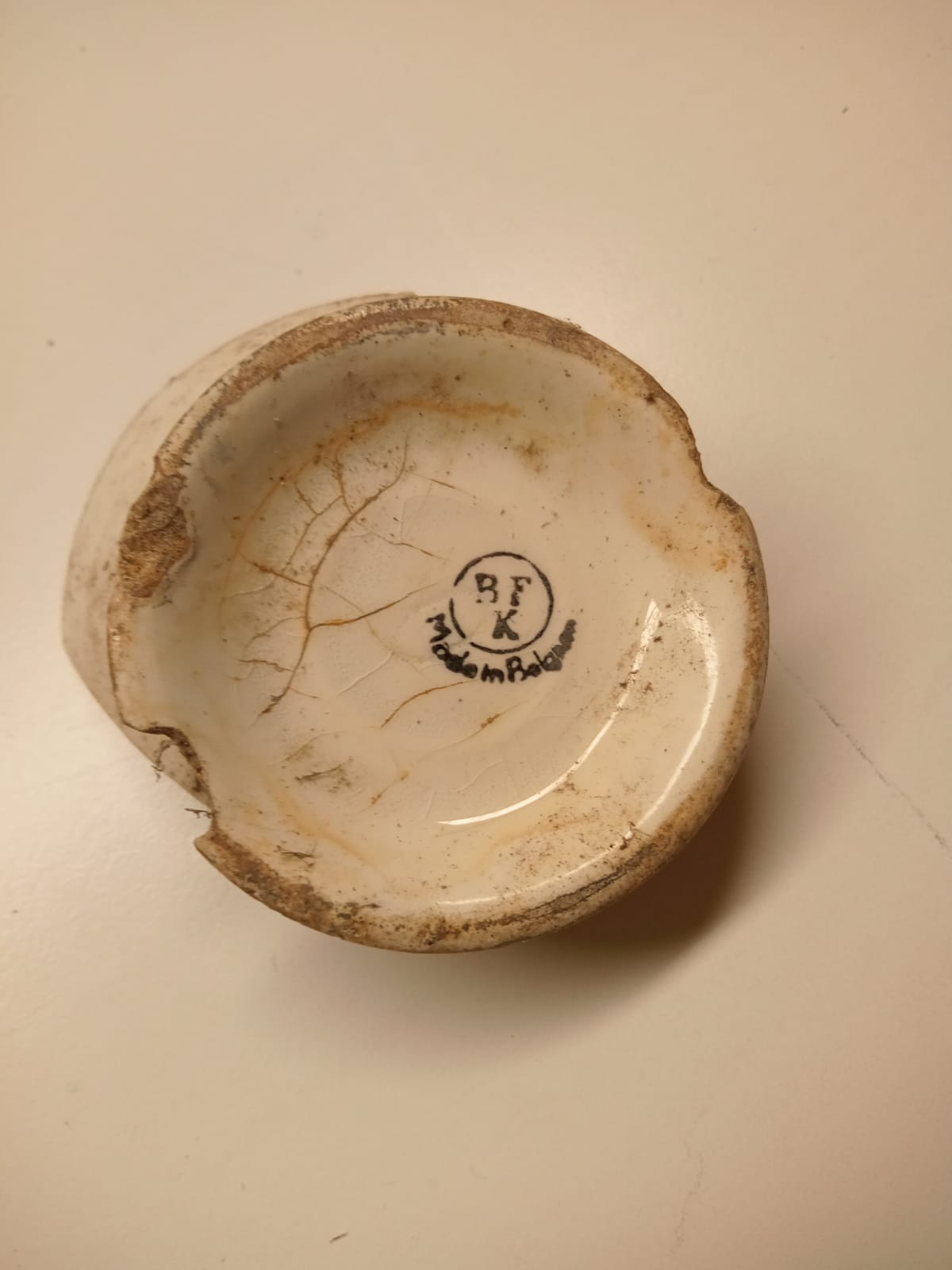
Onderkant aardewerk

Boch Frères Keramis was een Belgisch keramiekbedrijf. Het was de Belgische tak van de groep Boch.

## Geschiedenis

### Voorgeschiedenis
François Boch besluit om in 1748 met keramiek te beginnen in plaats van gietijzergieter. Samen met zijn drie zonen, Jean-François, Dominique en Pierre-Joseph, en schoonzoon Pierre Valette, start hij in Audun-le-Tiche (Lotharingen). In 1854 nemen ze het over bij het overlijden van François. Door de inlijving door Frankrijk van het gebied in 1765 begonnen ze nabij Luxemburg een nieuwe fabriek die operationeel was in 1767 onder de naam  “Jean-François Boch et frères”. 
De zoon van Pierre-Joseph, Jean-François, neemt de leiding over en koopt in 1809 een oude abdij in Mettlach aan de Saar.  Door het Congres van Wenen verleent Luxemburg de status van Groothertogdom, en verliezen ze de door de strenge douanerechten de Nederlandse en Franse markt. De oudste zoon van Jean-François, Eugène, komt ook in de zaak en neemt de leiding van Mettlach over terwijl Jean-Francois in Luxemburg aan de leiding bleef.
In 1791 was ondertussen Nicolas Villeroy in Vaudrange een faiencefabriek begonnen waarmee Boch later in 1836 zou fuseren tot Villeroy & Boch. 

### Belgische tak
Door de Belgische revolutie (1830) en het verdrag met Willem, koning der Nederlanden, splitste Groothertogdom Luxemburg af van België. Het trad ook toe tot de Zollverein, de douane-unie, in 1842. 
Jean-François Boch had hierop geanticipeerd en had een oude pottenbakkerij gekocht op 17 mei 1841 in Saint-Vaast. Victor Boch, de jongere broer van Eugène, leidde de nieuwe fabriek die de naam Keramis kreeg van 1844 tot 1881. In 1844 werd de Belgische onderneming Boch Frères (Bock Frères Keramis) opgericht. 
Van 1881 tot 1904 nam Charles Tock het over en daarna Marcel Tock. De fabriek kreeg vele onderscheidingen en groeide van 250 arbeiders (1893), 1000 (1900) en 1350 arbeiders (1936). In 1869 nam het gedeelte van de gemeente waar de fabriek lag met omliggende arbeiderswoningen en accommodatie zo een proportie aan dat ze een onafhankelijke gemeente werd onder de naam La Louvière.
In 1948 werd de firma een NV onder de naam Boch Frères S.A. Met de opstart in 1949 van een sanitaire productie-eneheid kende het bedrijf een nieuwe groei. In 1972 was de nieuwe grotere fabriek klaar maar de gouden jaren waren voorbij. Vanaf 1975 is er een negatieve trend te merken. In 1985 wordt Boch Frères S.A. geliquideerd en worden de activiteiten opgesplitst. 
Royal Boch
De “Manufacture Royale La Louvière Boch”, (MRL Boch) is de afdeling van tafelservies en gaat in 1988 failliet. Het wordt door Le Hodey overgenomen onder de naam Royal Boch Manufacture S.A. en later door de groep Mevius-de Spoelberch overgenomen.
Sanitair
Het sanitaire gedeelte wordt in 1991 overgenomen door de groep Koninklijke Sphinx, en daarna, in 1998, in de groep Koninklijke Sphinx Gustavsberg.